# Jacobus Eugène van Loon
Jacobus Eugène (Jac) van Loon (Bergen op Zoom, 8 april 1919 - 26 april 2012) was een Nederlands verzetsstrijder tijdens de Tweede Wereldoorlog. 
Toen de Tweede Wereldoorlog uitbrak, was Jac van Loon in opleiding tot wachtmeester bij het 7de Regiment Veldartillerie op het vliegveld Valkenburg. Hij werd op 10 mei 1940 dus meteen met de vijand geconfronteerd. In oktober 1940 werd hij in Duitsland tewerkgesteld. In maart 1941 liep hij daar weg, maar hij werd gearresteerd en naar Frankrijk gestuurd. In juni 1941 was hij weer in Nederland. Hij werd weer tewerkgesteld, ditmaal in Oostenrijk. Ook daar ontsnapte hij. Bij de Nederlandse grens werd hij opnieuw opgepakt. Na drie weken gevangenis werd hij andermaal naar Oostenrijk gestuurd. 

## Engelandvaarder
Op 28 augustus 1942 vertrok Jac van Loon met Herman Leus, die met twee Franse krijgsgevangenen uit Duitsland was gevlucht. In onbezet Frankrijk werden ze opgepakt en naar een kamp in Châteauneuf gebracht. Op 13 oktober vluchtten de twee vrienden in gezelschap van Heijblom en een Belg. Vanuit Perpignan gingen ze, gewapend met een kaart en een kompas, de Pyreneeën over. Een week later waren ze in Barcelona. Tijdens hun verdere tocht werden ze opgepakt en naar concentratiekamp Miranda de Ebro gebracht. Op 22 mei 1943 kwam Jac weer vrij. Hij ging via Madrid naar Gibraltar, en kon begin juni met een schip mee naar Glasgow.
Van Loon werd in Londen opgeleid tot agent bij het Bureau Inlichtingen (BI). Het BI werkte nauw samen met de Engelse Secret Intelligence Service (SIS). Na zijn opleiding tot radiotelegrafist was hij gereed om boven bezet Nederland te worden geparachuteerd.

## Terug naar Nederland
In de nacht van 29 februari op 1 maart 1944 werd Jac van Loon samen met Andries Ausems (1904-1955), in de omgeving van Rijsbergen, bij Breda, in Noord-Brabant geparachuteerd. Hij landde op het erf naast een boerderij. De parachute van hun beider bagage bleef aan het dak van de boerderij hangen. Met moeite kon Van Loon deze van het dak losmaken. Het eerste aanloopadres dat de agenten na hun landing bezochten was bij de "Spartanen" in Princenhage. Dit was de rijwiel- en motorfietsenhandel van Gebroeders (Henk, Rinus en Wim) van Nunen. Het bedrijf was herkenbaar aan een uithangbord dat aan de voorpui hing. Het was een reclamebord van het merk "Sparta". Zowel de schuilnaam van de contactpersoon als het wachtwoord om bij de familie binnen te kunnen komen was "Spartanen". Bij de Spartanen werd Van Loon door zijn vriend en collega Josephus Adriaansen (1919-1944) opgevangen. Na aankomst bij de Spartanen ging Jac als radiotelegrafist/codist samen met Sjef Adriaansen aan het werk. Zijn opdracht was om het radiocontact te verzorgen tussen de Raad van Verzet (RVV) en het Bureau Inlichtingen en de Nederlandse regering in Londen. Hij maakte deel uit van de Zendgroep BI-Radiodienst.
Zijn opdracht werd beëindigd op 26 oktober 1944. Na de bevrijding van Breda meldde hij zich bij het BI in Eindhoven terug.

## Plaats van tewerkstelling
Andries Ausems was een organisator en hij was een regeringsvertegenwoordiger met volmachten. Gelijk na zijn aankomst begaf Ausems zich via Goirle naar zijn contactadres in Zaandam. Ausems diende contact te leggen met de RVV. Daarna diende hij zich met een document, op microfoto, tot de verschillende verzetsgroepen te wenden. Op het document stonden de zogenaamde "Negentien punten van Gerbrandy" vermeld. Het waren de samenwerkingsrichtlijnen die ten behoeve van het Nederlands verzet door de Nederlandse regering in Londen waren vastgesteld. Jaques van Loon richtte samen met Adriaansen in de molen van Princenhage een seinpost in. Van daaruit legde hij zijn eerste radiocontact met het BI in Londen. Tijdens de radiocontacten met het BI maakte hij gebruik van de codenaam; Adam, Kees Kors. Tijdens zijn contacten in "het veld" gebruikte hij de schuilnamen; G. van den Broeke of C. van den Brocke.

### Harm Steen
De eerste slag die Van Loon te verwerken kreeg was de arrestatie van de agent Harm Steen (1916-1944). Steen was de organisator en de leider van de Zendgroep BI-Radiodienst. Steen zat in Zaandam ondergedoken. Hij bereidde in Zaandam de komst van de agenten van de zendgroep voor. Op de middag, op 2 maart 1944, dat Ausems Hein Optenvelde de contactpersoon van de RVV in Zaandam bezocht was hij er getuige van dat Harm Steen door de Sicherheitsdienst (SD) werd verhoord. Steen had zes weken bij Optenvelde ondergedoken gezeten. De radiozender van Steen was uitgepeild. Ook Ausems werd door de rechercheurs van de SD verhoord. Bij gebrek aan bewijs werd hij vrijgelaten. Ausems dook bij zijn broer in Goirle onder. Vanuit Goirle onderhield hij het contact met Van Loon in Princenhage. Door de arrestatie van Harm Steen nam Ausems tijdelijk de leiding van de zendgroep over. Op 4 maart 1944 stelde hij de radiotelegrafisten Sjef Adriaansen en Jacques van Loon onder zijn bevel. Ausems had enige weken zijn handen vol aan de organisatie en de beveiliging van de zendgroep.
In Princenhage was de molenaar Van der Reijt, Adriaansen en Van Loon op alle mogelijke manieren behulpzaam. Adriaansen en Van Loon doken bij de molenaar onder. Uit veiligheidsoverwegingen namen Adriaansen en Van Loon het besluit om zo weinig mogelijk vanuit de molen en het huis van de "Spartanen" te seinen. Ze verplaatsten hun seinpost naar een schoolgebouw in Princenhage. Daarna verplaatsten ze zich in Noord-Brabant van seinpost naar seinpost. In het voorjaar en de zomer van 1944 richtten ze in totaal zeventien seinposten in. Daarna dook Van Loon bij de plaatselijke kruidenier in Princenhage onder. Vervolgens werd Van Loon door Ausems naar een onderduikadres in Bakel overgeplaatst. Op het adres woonde een huisarts waarmee Ausems bevriend was. In Bakel seinde Van Loon enkele berichten voor Ausems door naar het BI in Londen. Voor de Bergenaar Van Loon leek de overplaatsing naar Bakel een verbanning. Hij kon zijn aanwezigheid moeilijk verborgen houden. Na korte tijd wist bijna iedereen in de kleine dorpsgemeente dat er een vreemdeling bij de huisarts in de kost was en dat deze vreemdeling met illegaal werk bezig was. De directeur van de plaatselijke melkfabriek waarschuwde Van Loon. Volgens de directeur was Van Loon vanuit Eindhoven door een peilwagen uitgepeild. Van Loon keerde terug naar het onderduikadres bij de plaatselijke kruidenier in Princenhage.

### Jan Faber, Herman Leus en Jan de Bloois
Vanuit Princenhage bereidde Van Loon samen met Adriaansen de ontvangst van de volgende agenten voor. In de loop van de maand werden er door het BI, in de omgeving van Breda, drie agenten geparachuteerd. Jan Faber (1917-2001) en Herman Leus (1917-1945), in de nacht van 10 op 11 april en Jan de Bloois (1916-1944) in de vroege morgen van 8 mei 1944. Jan Faber werd de leider van de zendgroep. Hij nam de werkzaamheden van Harm Steen over. Met de parachutering van De Bloois was de Zendgroep BI-Radiodienst compleet. Daarna werd het aanloopadres bij de "Spartanen" in Princenhage niet meer gebruikt. Aangezien Andries Ausems zich niet meer bij de agenten liet zien zorgde Jan de Bloois voor de aanvoer van de berichten. Hij nam voor dat doel contact op met andere agenten die door het BI in bezet gebied waren geparachuteerd. Tevens breidde hij de zendgroep uit met marconisten die door de Radiodienst van de Raad van Verzet werden aangeleverd. Om zichzelf niet in gevaar te brengen veranderden de radiotelegrafisten steeds van seinadres. Hun werkterrein betrof een gebied tussen Breda, Bergen op Zoom en Rotterdam.

### Een golf van arrestaties
Op 14 juli 1944 werd de radiozender van Sjef Adriaansen in een boerderij in Hoeve uitgepeild. Adriaansen werd door de SD gearresteerd en naar het Kamp Vught afgevoerd. Op 5 september 1944 werd hij op de Fusilladeplaats in Kamp Vught gefusilleerd. Na de arrestatie van Adriaansen volgde in Princenhage een inval in de molen van de molenaar Frans van der Reijt. Ook bij de "Spartanen" viel de SD binnen. Van der Reijt probeerde te vluchten. Op de vlucht werd hij door de SD in zijn been geschoten. Hij werd gearresteerd. Daarna werd hij naar Sachsenhausen afgevoerd. Op 6 januari 1945 kwam hij in het concentratiekamp te overlijden. De "Spartanen" zagen kans te vluchten. Jacques van Loon bevond zich op het moment van de arrestatiegolf in Princenhage op zijn onderduikadres bij de plaatselijke kruidenier. Toen hij van de arrestaties hoorde vluchtte hij naar Bergen op Zoom.
Herman Leus verlegde zijn werkterrein via Langbroek naar Ermelo. Medio december 1944 werd hij door de SD gearresteerd. Op 8 maart 1945 werd Herman Leus bij de “Woeste Hoeve” in de gemeente Apeldoorn gefusilleerd in de represaillegolf na de aanslag op Hanns Rauter. Jan de Bloois werd op 30 december 1944 in Langbroek op de vlucht door de SD doodgeschoten. Jan Faber en Andries Ausems bleven tot aan het einde van de oorlog, met de steun van agenten van het BI en de marconisten van de Radiodienst van de Raad van Verzet, het radiocontact tussen de RVV en het BI en de Nederlandse regering in Londen verzorgen. Jacques van Loon begroef zijn radio zend ontvanger en hij dook bij kennissen in Bergen op Zoom onder.

## Aan het werk
Eind juli 1944 zag hij in de omgeving van Bergen op Zoom een geallieerde bommenwerper neerstorten. De gedachte aan de jonge bemanningsleden die in een vreemd land het leven lieten deed hem besluiten om weer in actie te komen. Hij groef zijn zender op en fietste naar Breda. Met behulp van de politieagent Gerrit Verdaasdonk, een medewerker van de Ordedienst (OD), vond hij een onderduikadres en nieuwe seinadressen. Van Loon bood de commandant van het Gewest 16 van de OD zijn diensten aan. Hij zette zijn radio zend ontvanger in om voor binnenlands gebruik een verbinding tot stand te brengen tussen het hoofdkwartier van de OD in Breda en het BI in Eindhoven. Ongeveer in dezelfde periode liet de commandant van het Gewest Breda, op 4 september 1944, in de omgeving van Breda in de Vloeiweide een radiopost inrichten. Op 4 oktober 1944 werd de Post in de Vloeiweide met fatale gevolgen voor de bemanning van de radiopost en de familie van de boswachter Neefs door de SD uitgeschakeld. 
Na de bevrijding van Breda op 29 oktober 1944 nam Van Loon de draad weer op en hij meldde zich op het huisadres van luitenant kolonel Jan Marginus Somer. Somer woonde in Ginneken bij Breda. Hij was het hoofd van het BI. Na de bevrijding van Eindhoven op 19 september 1944 had Somer zich met een gedeelte van staf van het BI in het Van Abbemuseum in Eindhoven gevestigd. Van Loon vroeg aan Somer of hij voor het BI naar Londen kon worden vervoerd. Hij wilde met een nieuwe koppelgenoot, boven de grote rivieren, boven bezet gebied, worden geparachuteerd om daarna in de functie van radiotelegrafist voor de Spionagegroep Albrecht of Packard te worden ingezet. Somer was ingenomen met het voorstel. Hij gaf hem enige dagen vrij en adviseerde hem om zich in Eindhoven bij de staf van het BI te melden.

## Arrestatie door eigen troepen
In het bezit van zijn zender, zijn opgegraven parachute als souvenir en een geladen dienstpistool op zak, maar zonder bewijs dat hij voor een Nederlandse inlichtingendienst werkte, fietste Van Loon naar Bergen op Zoom. Bij Sint Willibrord werd Van Loon door een Canadese militaire patrouille aangehouden. De Canadezen waren op zoek naar een Duitse spion. Van Loon werd gefouilleerd. Ze vonden het pistool, de radio zend ontvanger en de parachute. De Canadezen zagen Van Loon aan voor de Duitse spion waarna ze op zoek waren. Ondanks zijn protesten en zijn uitleg werd hij zonder vorm van proces bijna ter plaatse gefusilleerd. De hulp van een huisarts uit Etten en een inslaande Duitse granaat redde hem het leven. De huisarts bracht de Canadezen op andere gedachten. Van Loon werd gearresteerd en door de Canadezen naar Sint-Niklaas bij Antwerpen afgevoerd. Van hieruit werd het BI in Eindhoven telefonisch ingelicht. Somer liet Van Loon per jeep naar het Van Abbemuseum in Eindhoven brengen. Het misverstand leek te zijn opgelost. Somer was niet onvriendelijk. Hij deelde Van Loon mede dat hij door de toch ontstane bezorgdheid bij BI, voor nadere instructies, naar Engeland zou worden overgebracht. Daarna zou hij vanuit Londen in de Achterhoek worden geparachuteerd. In de tussentijd kreeg Van Loon enkele dagen verlof. Na zijn verlof werd Van Loon door twee officieren van het BI via Oostende naar Londen gebracht. In Londen werd hem medegedeeld dat het Bureau Inlichtingen niet langer van zijn diensten gebruik zou maken.